# آتیلای چشم‌سفید
آتیلای چشم‌سفید (نام علمی: Attila bolivianus) نام یک گونه از سرده آتیلاها است.